# Ponticola cyrius
A Ponticola cyrius a csontos halak (Osteichthyes) főosztályának a sugarasúszójú halak (Actinopterygii) osztályába, ezen belül a sügéralakúak (Perciformes) rendjébe, a gébfélék (Gobiidae) családjába és a Benthophilinae alcsaládjába tartozó faj.

## Előfordulása
A Ponticola cyrius csak Ázsiában található meg; a Kura folyó endemikus hala.

## Megjelenése
Ez a gébféle legfeljebb 1,9 centiméter hosszú.

## Életmódja
A Ponticola cyrius mérsékelt övi, édesvízi fenéklakó hal.